# Théorème des livres ouverts
Le théorème des livres ouverts de Giroux est un pont entre la géométrie de contact et la topologie différentielle. Il fait le lien entre les structures de contact et les décompositions en livre ouvert qui, en dimension trois, sont des objets purement topologiques. En dimension trois le théorème a une démonstration purement topologique et a eu de nombreuses conséquences en topologie en basse dimension. En grandes dimensions la preuve est analytique et les conséquences sont moins nombreuses, sans doute principalement à cause du peu de connaissances sur la toile à propos des groupes de symplectomorphismes.

## Définitions
Dans toute la suite, {\displaystyle V} désigne une variété différentielle de dimension impaire {\displaystyle 2n+1} close et orientée.
Un livre ouvert de {\displaystyle V} est un couple {\displaystyle (K,\theta )} où
- {\displaystyle K\subset V} est une sous-variété close de codimension deux à fibré normal trivial ;
- {\displaystyle \theta :V\smallsetminus K\to S^{1}} est une fibration qui, dans un voisinage {\displaystyle K\times D^{2}} de {\displaystyle K=K\times \{0\}}, coïncide avec la coordonnée angulaire sur le disque {\displaystyle D^{2}}.

La sous-variété {\displaystyle K} est appelée reliure du livre ouvert et l'adhérence d'une fibre de {\displaystyle \theta } est appelée page du livre ouvert. L'orientation de {\displaystyle S^{1}} fournit une coorientation des fibres (et donc des pages) convertie en orientation par l'orientation de {\displaystyle V}, cette orientation fournit à son tour une orientation de la reliure comme bord des pages.
Le lien avec les structures de contact est fourni par la définition suivante due à Giroux où les orientations définies plus haut servent de référence :

Une structure de contact est portée par le livre ouvert {\displaystyle (K,\theta )} si elle peut être définie par une forme de contact
{\displaystyle \alpha } telle que :
- {\displaystyle \alpha } induit sur {\displaystyle K} une forme de contact positive ;
- {\displaystyle \mathrm {d} \alpha } induit sur chaque fibre {\displaystyle F} de {\displaystyle \theta } une forme symplectique positive.

Une telle forme {\displaystyle \alpha } sera dite adaptée à {\displaystyle (K,\theta )}. En dimension trois, on peut exprimer cette relation en termes de champ de Reeb : la forme {\displaystyle \alpha } est adaptée à {\displaystyle (K,\theta )} ssi son champ de Reeb {\displaystyle R} est positivement tangent à la reliure et positivement transverse aux fibres.

Pour établir un lien bijectif avec les structures de contact à isotopie près on doit introduire la notion de stabilisation dont on donne ici la définition en dimension trois seulement :
Soit {\displaystyle F} une surface compacte à bord plongée dans {\displaystyle V} et {\displaystyle a} un
arc simple et propre de {\displaystyle F}. On dit qu'une surface compacte {\displaystyle F'}
est "obtenue à partir de {\displaystyle F} par le plombage positif d'un anneau le long de {\displaystyle a}" si {\displaystyle F'=F\cup A} , où {\displaystyle A} est un anneau plongé dans {\displaystyle V} tel que :
- {\displaystyle A\cap F} est un voisinage régulier de {\displaystyle a} dans {\displaystyle F};
- {\displaystyle A} est inclus dans une boule fermée {\displaystyle B} vérifiant {\displaystyle B\cap F=A\cap F}

et l'enlacement des deux composantes de bord de {\displaystyle A} dans {\displaystyle B} vaut {\displaystyle 1}.
D'après un théorème de Stallings, si {\displaystyle F} est une page d'un livre ouvert {\displaystyle (K,\theta )} et si {\displaystyle F'} est  obtenue à partir de {\displaystyle F} par plombage d'un anneau, alors il existe un livre ouvert de {\displaystyle V} dont {\displaystyle F'} est une page.
On appelle "stabilisation" une suite finie de plombages positifs.

## Exemples
Dans {\displaystyle S^{3}\subset \mathbb {C} ^{2}} muni des coordonnées polaires {\displaystyle (z_{1},z_{2})=(r_{1}e^{i\theta _{1}},r_{2}e^{i\theta _{2}})} le nœud trivial {\displaystyle \{r_{1}=0\}} est la reliure du livre ouvert dont la fibration est simplement {\displaystyle \theta _{1}} et dont les pages sont de disques.  En projection stéréographique dans ℝ3 dont le pôle est sur la reliure, le livre ouvert devient le couple {\displaystyle (Oz,\theta )} en coordonnées cylindriques {\displaystyle (z,r,\theta )}. On voit donc les pages d'un livre dont la reliure est infinie et qu'on a ouvert à 360°.
On peut appliquer à ce livre ouvert l'opération de plombage (positif ou négatif) et obtenir comme reliure l'entrelacs de Hopf positif ou négatif qui sont définis comme
{\displaystyle H_{+}=\{z_{1}z_{2}=0\}~} et {\displaystyle H_{-}=\{z_{1}{\bar {z}}_{2}=0\}}
avec comme fibration {\displaystyle \theta =\theta _{1}\pm \theta _{2}}. Les pages de ces deux livres ouverts sont des anneaux.
Les deux premiers exemples portent la structure de contact canonique sur la sphère (voir les exemples de géométrie de contact) mais celui dont la reliure est {\displaystyle H_{-}} porte une structure de contact vrillée. 

## Les énoncés
La définition de structure de contact portée par un livre ouvert permet de réinterpréter le théorème de Thurston-Winkelnkemper ainsi :
Théorème de Thurston-Winkelnkemper — Tout livre ouvert porte au moins une structure de contact.
Et maintenant le théorème de Giroux :
Théorème de Giroux — Soit {\displaystyle V} une variété close de dimension trois.
- Toutes les structures de contact portées par un même livre ouvert de {\displaystyle V} sont isotopes.
- Toute structure de contact de {\displaystyle V} est portée par un livre ouvert.
- Deux livres ouverts de {\displaystyle V} portant des structures de contact isotopes ont des stabilisations isotopes.

On peut donc résumer la situation ainsi : la notion de structure de contact portée par un livre ouvert établit une bijection entre les structures de contact à isotopie près et les livres ouverts à isotopie et stabilisation près.

## En grandes dimensions
En dimension plus grandes que 5, il existe aussi des théorèmes analogues dus à Giroux et Mohsen mais qui demandent un peu plus de définitions.

## Référence
E. Giroux, « Géométrie de contact : de la dimension trois vers les dimensions supérieures », dans Proceedings of the ICM, Beijing 2002, vol. 2, p. 405-414 « math/0305129v1 », texte en accès libre, sur arXiv.